# 田鳧級掃雷艦
田鳧級掃雷艦，通常被稱為鳥級，是美國海軍早期的“AM型”遠洋掃雷艦。 該級艦有七艘在第一次世界大戰期間服役，一直服役到20世紀50年代。其中一些經過改裝，可用作遠洋拖船、救助船、水上飛機補給船或潛艇救援船。
推進系統由2台Babcock & Wilcox 200psi鍋爐和一台1,400shp Harlan和Hollingsworth三膨脹往復式蒸汽機組成。

## 艦船列表
該表未區分「X號掃雷艦」和「AM-X」的分類。此變更於約1920年影響到所有艦艇。
所有重新分類為艦隊拖船（AT）的艦艇後來在約1944年再次重新分類為舊型艦隊拖船（ATO）。該表將兩者視為相同。然而，布蘭特號（Brant）和格里布號（Grebe）從未被重新分類為ATO。
| 船名       | 舷號         | 建造商                   | 服役時間                     | 退役時間              | 最終命運                                                 |
| ---------- | ------------ | ------------------------ | ---------------------------- | --------------------- | -------------------------------------------------------- |
| 田鳧號     | AM-1         | 托德布魯克林船廠         | 1918年6月12日                | 1922年4月11日         | 1946年8月19日售出；最終命運未知                          |
| 田鳧號     | AVP-1        | 托德布魯克林船廠         | 1932年9月1日                 | 1945年11月29日        | 1946年8月19日售出；最終命運未知                          |
| 貓頭鷹號   | AM-2         | 托德布魯克林船廠         | 1918年7月11日                |                       | 1947年6月27日售為廢料                                    |
| 貓頭鷹號   | AT-137       | 托德布魯克林船廠         | 1942年6月1日                 | 1946年7月26日         | 1947年6月27日售為廢料                                    |
| 知更鳥號   | AM-3         | 托德布魯克林船廠         | 1918年8月29日                |                       | 1945年售為廢料                                           |
| 知更鳥號   | AT-140       | 托德布魯克林船廠         | 1942年6月1日                 | 1945年11月9日         | 1945年售為廢料                                           |
| 燕子號     | AM-4         | 托德布魯克林船廠         | 1918年10月8日                | 不適用                | 1938年2月19日擱淺後沉沒                                  |
| 黃鸝號     | AM-5         | 史泰登島造船公司         | 1918年6月28日                | 不適用                | 1942年5月4日沉沒                                         |
| 紅雀號     | AM-6         | 史泰登島造船公司         | 1918年8月23日                | 不適用                | 1923年6月6日擱淺後沉沒                                   |
| 鸝號       | AM-7         | 史泰登島造船公司         | 1918年11月5日 1938年8月15日  | 1922年5月3日          | 1947年售出                                               |
| 鸝號       | AT-136       | 史泰登島造船公司         | 1942年6月1日                 | 1946年2月6日          | 1947年售出                                               |
| 黃喉蜂鳥號 | AM-8         | 史泰登島造船公司         | 1919年1月7日                 | 不適用                | 1925年12月15日擱淺後沉沒                                 |
| 雀鷹號     | AM-9         | 標準造船公司             | 1918年9月10日                | 不適用                | 1942年4月10日沉沒，後被打撈，最終在1945年1月12日再次沉沒 |
| 白頭翁號   | AM-10        | 標準造船公司             | 1918年10月30日 1924年9月18日 | 1922年4月6日          | 1947年7月25日售為廢料                                    |
| 白頭翁號   | AVP-2        | 標準造船公司             | 1936年1月27日                | 1946年2月12日         | 1947年7月25日售為廢料                                    |
| 信天翁號   | AM-11        |                          | 未建造                       | 未建造                | 1918年12月4日取消建造                                    |
| 鳳頭燕鷗號 | AM-12        | 未建造                   | 未建造                       | 1918年12月4日取消建造 |                                                          |
| 火雞號     | AM-13        | 商船建造公司             | 1918年12月13日               | 1922年4月12日         | 1946年12月30日出售拆解                                   |
| 火雞號     | AT-143       | 商船建造公司             | 1942年6月1日                 | 1945年11月6日         | 1946年12月30日出售拆解                                   |
| 松雞號     | AM-14        | 商船建造公司             | 1919年2月19日                | 1924年2月21日         | 1947年12月19日出售拆解                                   |
| 松雞號     | AT-145       | 商船建造公司             | 1942年6月1日                 | 1946年9月30日         | 1947年12月19日出售拆解                                   |
| 鵪鶉號     | AM-15        | 商船建造公司             | 1919年4月29日                | 不適用                | 1942年5月5日為防止被俘而自沉                             |
| 鶇號       | AM-16        | 商船建造公司             | 1919年6月17日                | 不適用                | 1944年6月11日沉沒                                        |
| 野鴴號     | AM-17        | 普西與瓊斯公司           | 1919年1月23日                | 1922年4月18日         | 最終狀況未知                                             |
| 野鴴號     | YNG-20       | 普西與瓊斯公司           | 1940年10月7日                | 1945年11月28日        | 最終狀況未知                                             |
| 畫眉號     | AM-18        | 普西與瓊斯公司           | 1919年4月25日                | 1922年4月3日          | 1946年8月21日售予商業用途，1951年3月10日沉沒             |
| 畫眉號     | AVP-3        | 普西與瓊斯公司           | 1935年10月31日               | 1945年12月13日        | 1946年8月21日售予商業用途，1951年3月10日沉沒             |
| 燕鷗號     | AM-19        | 巴爾的摩乾船塢與造船公司 | 1918年9月17日                | 1922年4月3日          | 1946年12月12日出售拆解                                   |
| 燕鷗號     | AVP-4        | 巴爾的摩乾船塢與造船公司 | 1936年1月22日                | 1945年12月10日        | 1946年12月12日出售拆解                                   |
| 黃雀號     | AM-20        | 巴爾的摩乾船塢與造船公司 | 1919年1月28日                |                       | 最終狀況未知                                             |
| 黃雀號     | AT-131       | 巴爾的摩乾船塢與造船公司 | 1942年6月1日                 | 1946年2月22日         | 最終狀況未知                                             |
| 雲雀號     | AM-21        | 巴爾的摩乾船塢與造船公司 | 1919年4月12日                |                       | 最終狀況未知                                             |
| 雲雀號     | AT-168       | 巴爾的摩乾船塢與造船公司 | 1944年3月1日                 | 1946年2月7日          | 最終狀況未知                                             |
| 鷿鷈號     | AM-22        | 太陽造船與乾船塢公司     | 1918年7月27日                |                       | 1948年3月5日出售拆解                                     |
| 鷿鷈號     | ASR-1        | 太陽造船與乾船塢公司     | 1936年6月22日                | 1947年2月5日          | 1948年3月5日出售拆解                                     |
| 水鴨號     | AM-23        | 太陽造船與乾船塢公司     | 1918年8月20日                |                       | 最終狀況未知                                             |
| 水鴨號     | AVP-5        | 太陽造船與乾船塢公司     | 1936年1月22日                | 1945年11月23日        | 最終狀況未知                                             |
| 山雀號     | AM-24        | 太陽造船與乾船塢公司     | 1918年9月5日                 |                       | 最終狀況未知                                             |
| 山雀號     | AT-132       | 太陽造船與乾船塢公司     | 1942年6月1日                 |                       | 最終狀況未知                                             |
| 山雀號     | ARS-32       | 太陽造船與乾船塢公司     | 1942年9月1日                 | 1945年12月19日        | 最終狀況未知                                             |
| 翠鳥號     | AM-25        | 普吉灣海軍造船廠         | 1918年5月27日                |                       | 命運未知                                                 |
| 翠鳥號     | AT-135       | 普吉灣海軍造船廠         | 1942年6月1日                 | 1946年2月6日          | 命運未知                                                 |
| 秧雞號     | AM-26        | 普吉灣海軍造船廠         | 1918年6月5日                 |                       | 命運未知                                                 |
| 秧雞號     | AT-139       | 普吉灣海軍造船廠         | 1942年6月1日                 | 1946年4月29日         | 命運未知                                                 |
| 鵜鶘號     | AM-27        | 燃氣發動機與動力公司     | 1918年10月10日               |                       | 1946年11月出售拆解                                       |
| 鵜鶘號     | AVP-6        | 燃氣發動機與動力公司     | 1936年1月22日                | 1945年11月30日        | 1946年11月出售拆解                                       |
| 獵鷹號     | AM-28        | 燃氣發動機與動力公司     | 1918年11月12日               |                       | 命運未知                                                 |
| 獵鷹號     | ASR-2        | 燃氣發動機與動力公司     | 1929年9月12日                | 1946年6月18日         | 命運未知                                                 |
| 鶚號       | AM-29        | 燃氣發動機與動力公司     | 1919年1月7日                 | 1920年12月12日        | 1952年出售拆解                                           |
| 鶚號       | ARS-2        | 燃氣發動機與動力公司     | 1941年9月17日                | 1947年2月13日         | 1952年出售拆解                                           |
| 海鷗號     | AM-30        | 燃氣發動機與動力公司     | 1919年3月7日                 |                       | 命運未知                                                 |
| 海鷗號     | AT-141       | 燃氣發動機與動力公司     | 1942年6月1日                 | 1946年9月5日          | 命運未知                                                 |
| 燕鷗號     | AM-31        | 燃氣發動機與動力公司     | 1919年5月17日                |                       | 命運未知                                                 |
| 燕鷗號     | AT-142       | 燃氣發動機與動力公司     | 1942年6月1日                 | 1945年11月23日        | 命運未知                                                 |
| 火烈鳥號   | AM-32        | 新澤西乾船塢與運輸公司   | 1919年2月12日                | 1953年3月17日         | 1953年7月22日出售拆解                                    |
| 企鵝號     | AM-33        | 新澤西乾船塢與運輸公司   | 1918年11月21日               | 無數據                | 為防止被俘而自沉，1941年12月8日                          |
| 天鵝號     | AM-34        | 阿拉巴馬乾船塢與造船公司 | 1919年1月31日                |                       | 命運未知                                                 |
| 天鵝號     | AVP-7        | 阿拉巴馬乾船塢與造船公司 | 1936年1月22日                | 1945年12月13日        | 命運未知                                                 |
| 夜鶯號     | AM-35        | 阿拉巴馬乾船塢與造船公司 | 1919年4月1日                 |                       | 命運未知                                                 |
| 夜鶯號     | AT-169       | 阿拉巴馬乾船塢與造船公司 | 1944年3月1日                 | 1946年4月17日         | 命運未知                                                 |
| 麻鷺號     | AM-36        | 阿拉巴馬乾船塢與造船公司 | 1919年5月28日                | 無數據                | 因受致命損傷自沉，1941年12月10日                         |
| 沙鴴號     | AM-37        | 托德布魯克林船廠         | 1918年12月4日                | 1922年5月2日          | 在被拖曳時意外沉沒，1937年6月26日                        |
| 鷓鴣號     | AM-38        | 托德布魯克林船廠         | 1919年1月31日                | 1947年1月28日         | 1947年6月9日移交至委內瑞拉；1962年退役，2019年已棄置     |
| 水雉號     | AM-39        | 托德布魯克林船廠         | 1919年4月9日                 | 1947年2月4日          | 1947年7月31日作為靶艦擊沉                                |
| 水雉號     | ASR-3        | 托德布魯克林船廠         | 1919年4月9日                 | 1947年2月4日          | 1947年7月31日作為靶艦擊沉                                |
| 鸕鶿號     | AM-40 AT-133 | 托德布魯克林船廠         | 1919年5月15日                | 1946年3月29日         | 命運未知                                                 |
| 鸕鶿號     | AM-40 AT-133 | 托德布魯克林船廠         | 1919年5月15日                | 1946年3月29日         | 命運未知                                                 |
| 軍艦鳥號   | AM-41        | 托德布魯克林船廠         | 1919年7月10日                | 無數據                | 1942年6月7日沉沒                                         |
| 軍艦鳥號   | AVP-8        | 托德布魯克林船廠         | 1919年7月10日                | 無數據                | 1942年6月7日沉沒                                         |
| 鸛號       | AM-43        | 斯塔滕島造船公司         | 1919年5月1日                 | 無數據                | 1942年12月6日擱淺；1943年1月1日至2日颶風摧毀             |
| 鸛號       | AT-134       | 斯塔滕島造船公司         | 1919年5月1日                 | 無數據                | 1942年12月6日擱淺；1943年1月1日至2日颶風摧毀             |
| 綠頭鴨號   | AM-44        | 斯塔滕島造船公司         | 1919年6月25日                | 1946年12月10日        | 1947年5月22日作為靶艦擊沉                                |
| 綠頭鴨號   | ASR-4        | 斯塔滕島造船公司         | 1919年6月25日                | 1946年12月10日        | 1947年5月22日作為靶艦擊沉                                |
| 藍頭鶇號   | AM-45        | 斯塔滕島造船公司         | 1919年9月17日                | 1947年3月18日         | 命運未知                                                 |
| 藍頭鶇號   | ASR-5        | 斯塔滕島造船公司         | 1919年9月17日                | 1947年3月18日         | 命運未知                                                 |
| 孔雀號     | AM-46        | 斯塔滕島造船公司         | 1919年12月27日               | 無數據                | 1940年8月24日沉沒                                        |
| 鳩號       | AM-47        | 巴爾的摩乾船塢與造船廠   | 1919年7月15日                | 無數據                | 1942年5月4日沉沒                                         |
| 鳩號       | ASR-6        | 巴爾的摩乾船塢與造船廠   | 1919年7月15日                | 無數據                | 1942年5月4日沉沒                                         |
| 紅翅號     | AM-48        | 巴爾的摩乾船塢與造船廠   | 1919年10月17日               | 無數據                | 1943年6月29日沉沒                                        |
| 紅翅號     | ARS-4        | 巴爾的摩乾船塢與造船廠   | 1919年10月17日               | 無數據                | 1943年6月29日沉沒                                        |
| 沙鷸號     | AM-51        | 費城海軍造船廠           | 1919年10月9日                | 1945年12月10日        | 命運未知                                                 |
| 沙鷸號     | AVP-9        | 費城海軍造船廠           | 1919年10月9日                | 1945年12月10日        | 命運未知                                                 |
| 知更鳥號   | AM-52        | 費城海軍造船廠           | 1919年10月16日               | 1946年4月18日         | 命運未知                                                 |
| 知更鳥號   | AT-144       | 費城海軍造船廠           | 1919年10月16日               | 1946年4月18日         | 命運未知                                                 |
| 啄木鳥號   | AM-53        | 費城海軍造船廠           | 1919年12月22日               | 1946年3月29日         | 命運未知                                                 |
| 啄木鳥號   | ARS-11       | 費城海軍造船廠           | 1919年12月22日               | 1946年3月29日         | 命運未知                                                 |
| 北美鷸號   | AM-54        | 費城海軍造船廠           | 1920年1月29日                | 1947年12月1日         | 1948年11月2日出售拆解                                    |
| 北美鷸號   | ARS-12       | 費城海軍造船廠           | 1920年1月29日                | 1947年12月1日         | 1948年11月2日出售拆解                                    |

## 外部鏈接
- 维基共享资源上的相關多媒體資源：田鳧級掃雷艦
- 美國海軍艦艇 （页面存档备份，存于）
- 美國海軍艦艇，1940 年至 1945 年 （页面存档备份，存于）